# 法爾島
53°56′40″N 168°02′51″W / 53.94444°N 168.04750°W
法爾島是美國的島嶼，位於太平洋海域，距離博戈斯洛夫島800米，屬於福克斯群島的一部分，由阿拉斯加州負責管轄，長0.3公里，島上無人居住。